# Sonatorrek
Sonatorrek (o la irreparable pérdida de los hijos) es un poema escáldico de Egill Skallagrímsson en 25 estrofas. El escrito lamenta la muerte de dos de los hijos del poeta, Gunnar, que murió de fiebre, y Böðvarr, que se ahogó durante una tormenta. Se conserva en la Saga de Egil Skallagrímson, cap. 78, que está incluido en una recopilación del siglo XIV, Möðruvallabók. Según la saga, tras colocar Egil a su hijo Böðvarr en el túmulo funerario familiar, se encerró en su dormitorio con la decisión de morir de hambre. La hija de Egill’s le convenció de abandonar el plan a cambio de escribir un poema en memoria de Böðvarr, y grabarlo en una piedra rúnica.

## Estructura y contenido del poema
Sonatorrek está compuesta en kviðuháttr, métrica poco habitual que Egill también usó en su poema de alabanza, Arinbjarnarkviða.  Sonatorrek tiene 25 estrofas repartidas en siete partes:
- Est. 1-4: Egill se enfuerza en encontrar palabras para expresar su pena; lamenta el fin de su estirpe familiar. En la cuarta estrofa introduce la imagen del bosque y los árboles en represetanción de la familia y se mantiene a lo largo del poema.

- Est. 5: El poeta recuerda la muerte de sus padres

- Est. 5-12: Egill detalla su pena por la muerte de Böðvarr; usando la imagen del mar rompiendo el cruel espacio del cercado de sus parientes (frændgarðr).[2] Al poeta le gustaría vengarse en las deidades de mar Ægir y Rán, pero como anciano sin seguidores se encuentra indefenso contra ellos.

- Est. 13-19: Recuerda la muerte del hermano mayor de Egill, Þórólfr. Desde su muerte, Egill creció en soledad y le faltó un apoyo en el combate.

- Est. 20-21: El poeta recuerda brevemente a Gunnar, su primer hijo, que murió de fiebres.

- Est. 22-24: Egill se enfrenta a Óðinn, con quien había estado en buena armonía hasta que el dios rompió con su amistad. En su reflexión, el poeta reconoce que Óðinn le ha dado dos regalos en compensación por los dos hijos fallecidos: el sentido de la poesía y la habilidad de descubrir a los impostores como enemigos declarados.

- Est. 25: Finalmente, Egill se ha reconciliado consigo mismo por la pérdida, esperando su muerte con paciencia.

## Elementos de creencias precristianas
Sonatorrek ofrece expresiones inusuales del Paganismo nórdico. El poema incluye veinte alusiones a dioses nórdicos y mitos, no todos de forma comprensible. La personificación del poeta de su inevitable muerte mientras la diosa Hela espera al otro lado (est. 25) es particularmente asombrosa:
Estoy afligido
pues cerca está ya
Hel, la diosa
de los hombres muertos;
mas con alegría,
y aun con deseo,
y ya sin miedo,
aguardaré la muerte.
Se ha sugerido que Egill modeló Sonatorrek y expresiones de lamento basándose en el mito de Óðinn llorando la muerte de su hijo muerto Balder.

## Sonatorreken la literatura
Sonatorrek se considera generalmente como la primera pura y subjetiva obra escrita del norte, y se ha catalogado como "un poema de profundidad psicológica sin paralelismos, conciencia poética y complejidad verbal."  Algunos comentaristas han comparado Sonatorrek con una obra de Goethe. En las letras escandinavas, a menudo se referencia como el nacimiento de la declaración poética subjetiva dentro de la cultura natal (la antigua literatura nórdica vista como una herencia nórdica común).